# Docidomyia genualia
Docidomyia genualia är en tvåvingeart som beskrevs av Yeates 1996. Docidomyia genualia ingår i släktet Docidomyia och familjen svävflugor.
Artens utbredningsområde är Western Australia. Inga underarter finns listade i Catalogue of Life.